# Claudius Diognetus
Claudius Diognetus (sein Praenomen ist nicht bekannt) war ein im 3. Jahrhundert n. Chr. lebender Angehöriger des römischen Ritterstandes (Eques).
Ein Militärdiplom, das auf den 22. November 206 datiert ist, belegt, dass Diognetus 206 Präfekt der in Ravenna stationierten römischen Flotte (classis praetoria Ravennas) war. Durch ein weiteres Diplom ist belegt, dass er 209 Präfekt der in Misenum stationierten Flotte (classis praetoria Misenensis) war.